# Градска болница в Башакшехир „Чам и Сакура“
Градска болница в Башакшехир „Чам и Сакура“ (на турски: Başakşehir Çam ve Sakura Şehir Hastanesi), известна също като Градска болница „Башакшехир“, е голяма околийска общопрактикуваща болница, разположена в квартал Башакшехир, градска околия Башакшехир в Истанбул, Турция. Открита е през май 2020 г. Изградена е благодарение на сътрудничеството между Турция и Япония, от турска и японска фирма. Наименованието „Чам и Сакура“ е дадено от турската дума – çam (бор) и японската – 桜, sakura (черешов цвят).